# Gabriel Björckegren
Gabriel Björckegren, född 1700, död den 11 november 1757 i Linköping, var en svensk boktryckare verksam i Linköping 1743–1757.
Björckegren övertog tryckeriet efter Petter Pilecan. Då Björckegren avled i maj 1757 övertog hans änka tryckeriet och drev det ensam 1757–1787 (under namnet "Björckegrens enka") samt tillsammans med Fredrik Schonberg 1787–1793, med G.W. Londicer 1793-1794 och med Didrik Gabriel Björn 1795. Den sistnämnde tog samma år ensam över tryckeriet. 

## Tryckta böcker
| År   | Titel | Författare                                                               | Källa |
| ---- | --- | ------------------------------------------------------------------------ | ----- |
| 1742 | Ewiga salighetenes wiszhet                                                                                           | Andreas Olavi Rhyzelius                                                  |       |
| 1742 | The trognas fördolda lif med Christo i Gudi wid, för thetta kongl. maij:sts högtbetrodde man                         | Samuel Fröling                                                           |       |
| 1743 | Wid hans kongl. höghets af Swerige, hertigens och administratorens af Holsten                                        | Gustaf Peter Treutiger                                                   |       |
| 1743 | Qvæstiones succinctæ in universam theologiam                                                                         | Magnus Svensson                                                          |       |
| 1743 | Tå fridsens Gud osz täckts benåda                                                                                    | Johan Sparschuch                                                         |       |
| 1743 | The utwaldas inskrifning uti lifsens bok i himmelen                                                                  | Andreas Olavi Rhyzelius och Johan Sparschuch                             |       |
| 1743 | Mose och lambsens wisor                                                                                              | Georg Lybecker                                                           |       |
| 1743 | Nådenes ordning til saligheten                                                                                       | David Hollatz. Översatt av Thore Odhelius och Johan Christoffer Holmberg |       |
| 1743 | The rätte christnas ovmgängeliga                                                                                     | Nils Grubb                                                               |       |
| 1743 | Evangeliske läro- och böne-psalmer                                                                                   |                                                                          |       |
| 1744 | Kundgiörelse | Peter Schenberg                                                          |       |
| 1744 | En evangelisk predikares redelighet                                                                                  | Andreas Olavi Rhyzelius                                                  |       |
| 1744 | En christen, vnder sin wandring här på jordene                                                                       | Andreas Olavi Rhyzelius                                                  |       |
| 1744 | Tå then durchlauchtigsta och allernådigsta printzeszan af Preützen                                                   | Thyris Månsson Blomborg                                                  |       |
| 1745 | Guds nåda-barns oryggeliga förtröstan på Gud sin himmelska fader                                                     | Andreas Söderström och Nicolaus Granbaum                                 |       |
| 1745 | En Jesu tienares sidste och ewige wälgång, til lärdom och tröst enfalleligen förestäld                               | Andreas Olavi Rhyzelius                                                  |       |
| 1745 | Grå hår en heders krona, på rettferdighetenes wäg funnen                                                             | Andreas Olavi Rhyzelius                                                  |       |
| 1745 | En trogen prästs död                                                                                                 | David Evensson                                                           |       |
| 1745 | Then himmelska stegans och the himmelske stigandes betrachtelse                                                      | Carl Echman                                                              |       |
| 1745 | Enär hans kongl. höghet och arffurste til Swerige, hertig och administrator af Hollsten                              | Thyris Månsson Blomborg                                                  |       |
| 1745 | Wårs herres och frälsares Jesu Christi nya testament                                                                 |                                                                          |       |
| 1746 | Guds guddomeliga skick och ordning wid ägtenskapets instichtelse                                                     | Peter Zetterling                                                         |       |
| 1746 | Catechismologia erotematico-cryptica                                                                                 | Petrus Trysén                                                            |       |
| 1746 | Zions barns glädje öfwer sin konung                                                                                  | Henric Jacob Sivers                                                      |       |
| 1746 | Meditationes homileticæ, quibus omnes anni MDCCXLVI                                                                  |                                                                          |       |
| 1746 | Allmän fägnads-betygelse, öfwer Swea-hopp och dyra glädie-ämne                                                       | Eric Gudmundi Maurin                                                     |       |
| 1746 | Wimmerby-stads vnderdåniga fägnad och glädje                                                                         | Petrus Ekman                                                             |       |
| 1746 | Samuelis Columbi Rådrik                                                                                              | Samuel Columbus och Magnus Sommelius.                                    |       |
| 1746 | Wälment nyårs-önskan, til the högachtade herrar, handelsmän vti siö- och stapel-staden Norköping                     | Thyris Månsson Blomborg                                                  |       |
| 1746 | Wårs herras och frälsares Jesu Christi nya testament                                                                 |                                                                          |       |
| 1748 | Öst-Giötha Helicons fägne-qwäde öfwer hans kongl. höghets, prins Carls, Sweriges                                     | Wilhelm Anders Wennerdahl                                                |       |
| 1748 | Lexicon mythico-historicum, eller Kort och tydelig beskrifning                                                       | Wilhelm Anders Wennerdahl                                                |       |
| 1748 | Ad tenorem ord. s:æ r:æ m:tis scholast.                                                                              | Daniel Z. Torpadius                                                      |       |
| 1748 | Synopsis theologiæ universæ, incipientium captui accomodata                                                          | Magnus Svensson                                                          |       |
| 1748 | En mödd och trött lärares salighet efter döden                                                                       | Andreas Olavi Rhyzelius                                                  |       |
| 1750 | En domares skyldighet wid och vti thesz embetes förrättning i anledning af texten Prov. 31: 8, 9.                    | Swen Håhl                                                                | [ 1 ] |
| 1750 | Aller-ödmiukaste ny-års lyckönskan til samtelige general tull-arrende-societetens högt-respective herrar fullmägtige | Jöns Gersonius                                                           | [ 2 ] |
| 1751 | Magnis hospitibus, literarum patronis, patribus civibusque Regii gymnasii urbisque O-gothorum Lincopiensis           | Martin Lidén                                                             | [ 3 ] |
| 1753 | Et gammalt qwäde, som war i bruk den gyllene tid, då Lasse lefde; på samma ton, som                                  | Henrik Möller                                                            | [ 4 ] |